# Kopiec Rolanda w Łobzie

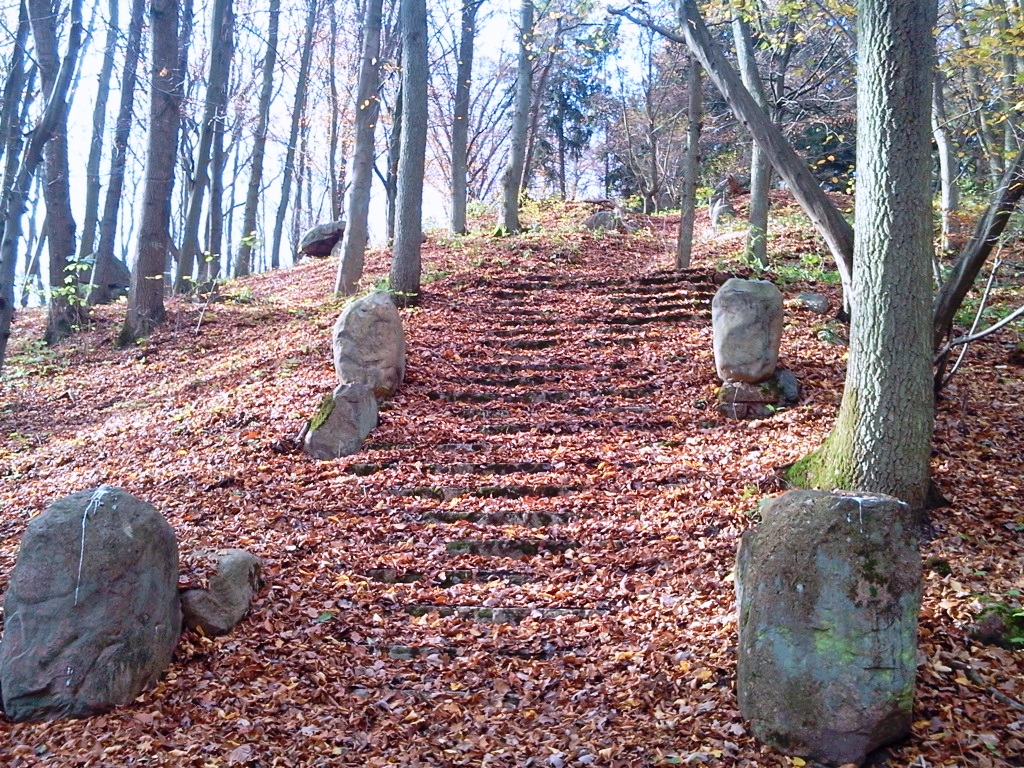
Kopiec Rolanda w Łobzie - 2013

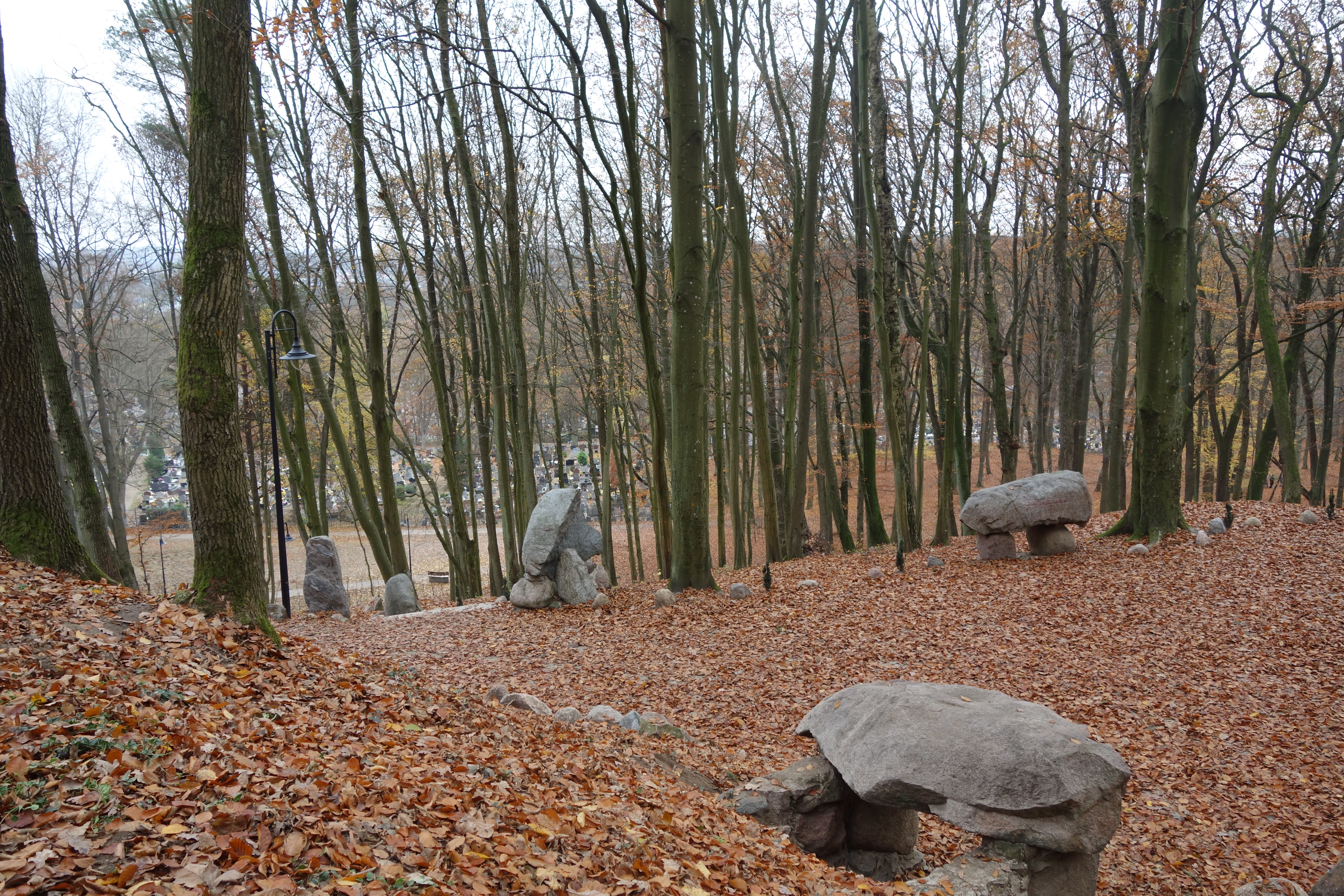
Kopiec Rolanda po rewitalizacji (2018)

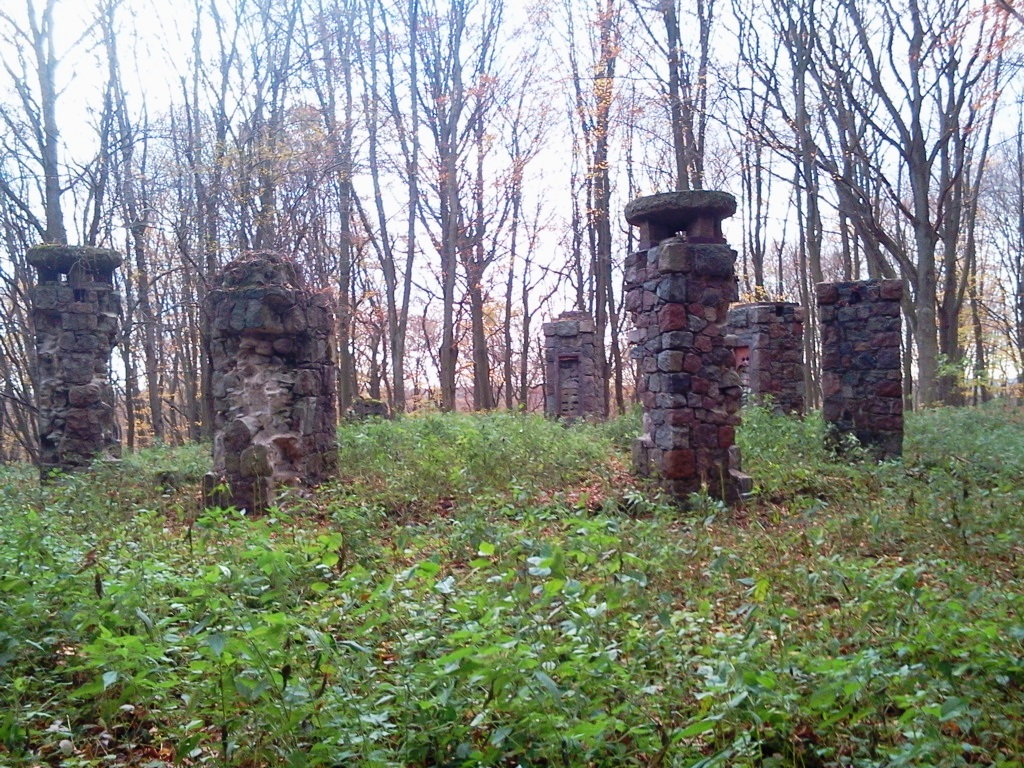
Pomnik Rolanda w Łobzie - pozostałości - 2013

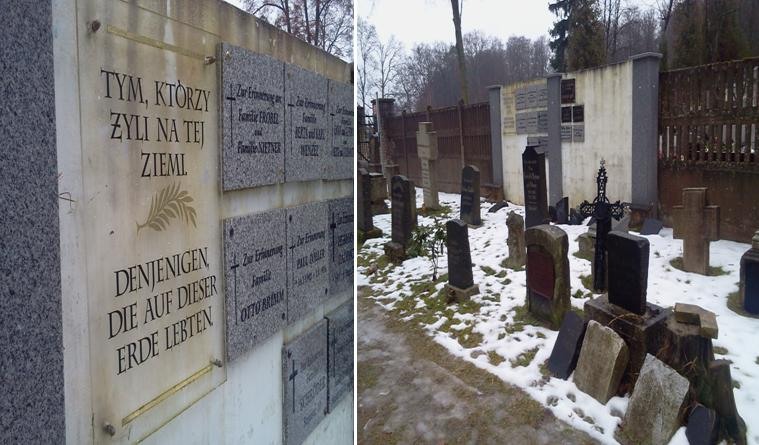
Lapidarium pamięci mieszkańców Łobza, którzy tu żyli i zmarli dawniej. Pamięci 208 mieszkańców Łobza, którzy zginęli w I wojnie światowej (Kopiec i Pomnik Rolanda w Łobzie), pamięci Tych, którzy zginęli na II wojnie światowej (391 (ok. 400) cywili i 351 żołnierzy) i pamięci Tych z lat 1945-47 podczas wysiedlenia (66 osób), łącznie w latach 1939-1947, 845 osób, Siegfried Hannemann, (2018)

Kopiec Rolanda w Łobzie – kopiec usypany w czynie społecznym w latach 20. XX w. przez mieszkańców miasta Labes (od 19 maja 1946 Łobez), który wraz z ustawionym na nim pomnikiem Rolanda miał uczcić pamięć mieszkańców miasta poległych na I wojnie światowej.

## Historia
W roku 1922 mieszkańcy miasta Labes postawiają uczcić pamięć 208 poległych na I wojnie światowej swoich mieszkańców i postawić im pomnika Rolanda na specjalnie usypanym do tego celu kopcu, gdzie całość budowy ma zostać sfinansowana z dobrowolnych darowizn i zbudowana w czynie społecznym z pomocą 1096 bezrobotnych w tym czasie osób). Autorem projektu pomnika został berliński rzeźbiarz Hans Dammann (1867-1942), a całość projektu opracowała pracownia Fritza Richtera-Elsnera (ur. 08.01.1884 w Köppelsdorf, zm. 1970 w Detmold, rzeźbiarz, studiował w Sonnebergu i Monachium).
Nad całością prac związanych z budową obiektu pieczę sprawował sekretarz powiatowy porucznik Schultze. Mieszkańcy miasta przepracowali łącznie 4850 godzin, przewieźli 1360 m³ ziemi  i około 300 ton materiału kamiennego, który sprowadzono do budowy budowli megalitycznych (megalit, kromlech, kamienie runiczne i sztuczne kurhany), gdzie na stoku kopca 4 sztuczne tarasy (pamięci przodków, wspólnota rodowa, baśnie i legendy, oraz krąg ofiarny) wznosiły się stopniowo w górę i były połączone z sobą kamiennymi schodami (środkowymi i bocznymi). Pomnik wraz z postumentem mierzył 10,5 metra wysokości i był widoczny z każdego punktu miasta. Wzgórze Rolanda (Zygfryda, Gotfryda) ma obecnie (według mapy) ok. 100 metrów wysokości, gdzie licząc od obecnego poziomu cmentarza rzeczywistą wysokość usypanego kopca można szacować na kilkanaście metrów. Koszt cementu do odlania postumentu, cokołu kolumny i figury Rolanda szacuje się na 25 tys. marek. Jeżeli zsumować wartość wszystkich prac, oraz poniesione koszty materiałowe, to łączna wartość nakładów wyniesie razem ponad 80 tys. marek (Reichsmark (ℛℳ), w latach 1924–1936, 1 ℛℳ≈3,32€ - siła nabywcza).
1 sierpnia 1926 miało miejsce uroczyste odsłonięcie pomnika, przedstawiającego rycerza na cokole, wraz z siedmioma czworokątnymi kolumnami, gdzie na tablicach wypisano nazwiska 208 poległych mieszkańców. Odsłonięcia całości obiektu dokonał prezydent Rzeszy (Republiki Weimarskiej) – Paul von Hindenburg.
W roku 1931 wytwórnia filmowa Kulturfilm Erich Puchstein nakręciła niemy 12-minutowy film Heldentum - Volkstum - Heimatkunst (Inna nazwa: Die Stadt im Osten) o pomniku Rolanda z widokiem na Łobez (reżyser - Fritz Puchstein, scenariusz - Fritz Richter-Elsner, zdjęcia - Fritz Puchstein, producent - Erika Puchstein (żona Fritza), wytwórnia - Kulturfilm Erich Puchstein (Königsberg i. Pr., Beeethovenstr. 45)). W tym samym roku otoczenie pomnika przebudowano dodając tablicę dla Adolfa Hitlera, któremu w roku 1933 nadano tytuł honorowego obywatela miasta i przemianowano jedną z ulic jego imieniem.

## Stan obecny
Pomnik Rolanda został częściowo wysadzony w powietrze w 1945 przez Rosjan (tablica Adolfa Hitlera), a pozostałości ponownie wysadzone w powietrze na początku lat 70.  Pozostałości siedmiu otaczających go kolumn i kamienne budowle megalityczne ułożone na stoku kopca uległy przez lata znacznej dewastacji. W roku 2013 "Wzgórze Rolanda" zostało wpisane do rejestru zabytków nieruchomych województwa zachodniopomorskiego (DZ.5130.19.2013.AR). Od roku 2014 odbywa się wokół tego terenu Wyścig Rowerów Terenowych Wokół Wzgórza Rolanda. Pod nadzorem konserwatora stowarzyszenie emerytów Aktywni społecznie oczyściło schody na kopcu, a stowarzyszenie Centrum Integracji Społecznej  oczyściło teren kopca z samosiejek.
W roku 2016 postanowiono dokonać rewitalizacji tego zabytkowego terenu.

## Lapidarium, Ściana Pamięci i Pomnik Pamięci
Lapidarium w Łobzie powstało na początku lat 90. wraz ze Ścianą Pamięci "Tym, którzy żyli na tej ziemi". Inicjatorami jego powstania byli Lidia Lalak-Szawiel i Czesław Szawiel, którzy znalezione fragmenty nagrobków z byłego cmentarza niemieckiego systematycznie ustawiali w jednym miejscu przed bramą obecnego cmentarza. Lapidarium poświęcone jest pamięci byłych mieszkańców miasta Łobez (Labes). Pamięci 208 mieszkańców Łobza, którzy zginęli w I wojnie światowej, pamięci Tych, którzy zginęli na II wojnie światowej i pamięci Tych z lat 1945-47 podczas wysiedlenia. W roku 2018 łączną liczbę łobeskich ofiar II wojny światowej i okresu wysiedlenia (1939-47) ustalił Siegfried Hannemann weryfikując wcześniejsze ustalenia, 845 osób. Łączna liczba łobeskich ofiar obu wojen (I wojna światowa 1914-1918 + II wojna światowa 1939-1945) i okresu wysiedlania (1945-1947), to 1053 osoby (569 żołnierzy i 484 cywili).
W roku 1993 na cmentarzu ustawiono kamienny pomnik poświęcony pamięci zmarłych w Łobzie rodzin niemieckich. Była msza polowa i poświęcenie pomnika, którego dokonali pastor Hartmut Joeckes i ks. proboszcz Wacław Pławski. Udział wzięła delegacja byłych mieszkańców Łobza (Heimatgemeischaft der Labeser) z przewodniczącą Hildegarde Müller i burmistrz Marek Romejko.
Lapidarium, Ścianą Pamięci, Pomnikiem Pamięci i obeliskiem Otto Puchsteina opiekuje się młodzież z Liceum w Łobzie na podstawie podpisanego z Heimat Labes porozumienia.